# Théorème du point fixe de Markov-Kakutani
Ne doit pas être confondu avec Théorème du point fixe de Kakutani.
En mathématiques, le théorème du point fixe de Markov-Kakutani s'énonce comme suit :
Soient K un compact convexe non vide d'un espace vectoriel topologique séparé X et G un ensemble d'opérateurs affines continus sur X, qui commutent deux à deux et laissent K stable. Alors il existe dans K au moins un point fixe par tous les éléments de G.
Il a été démontré par Markov dans le cas où l'espace vectoriel est localement convexe et par Kakutani dans le cas général.